# Рахилло, Иван Спиридонович
Иван Спиридо́нович Рахи́лло (7 января (20 января) 1904 — 28 января 1979) — русский советский писатель и журналист, специальный корреспондент, военный лётчик.

## Биография
Иван Рахилло родился 7 января (20 января) 1904 года в городе Армавир Кубанской области.
Участник-доброволец гражданской войны. Окончил живописный факультет московского Высшего художественно-технического института (1929) и военно-авиационное училище.
С 1930-х годов — военный лётчик. Служил в штурмовой авиации в гарнизонах Новочеркасска, Киева, Москвы.
В годы Великой Отечественной войны работал на авиационном заводе.
После войны был специальным корреспондентом Всесоюзного радио.
Умер Иван Рахилло в Москве 28 января 1979 года. Похоронен на Ваганьковском кладбище (участок № 54).

## Память
В 1929 году скульптор М. Ф. Листопад изготовил бюст И. С. Рахилло (приобретён в коллекцию Русского музея).